# Квинт Цецилий Метелл Непот (консул 98 года до н. э.)
Квинт Цеци́лий Мете́лл Не́пот (лат. Quintus Caecilius Metellus Nepos; умер после 97 года до н. э.) — римский политический деятель из плебейского рода Цецилиев, консул 98 года до н. э. Один из авторов закона Цецилия—Дидия, направленного против политиков-демагогов.

## Происхождение
Квинт Цецилий принадлежал к влиятельному плебейскому роду Цецилиев Метеллов, происходившему, согласно легенде, от сына бога Вулкана Цекула, основателя города Пренесте. Метеллы вошли в состав сенаторского сословия в начале III века до н. э.: первый консул из этого рода был избран в 285 году до н. э. Метелл Непот сыном Квинта Цецилия Метелла Балеарского, старшего из четырёх сыновей Квинта Цецилия Метелла Македонского, и принадлежал, таким образом, к самой старшей ветви рода. По предположению В. Друмана, именно как старший из внуков Метелла Македонского Квинт получил прозвище Непот (Nepos).

## Биография
Учитывая требования закона Виллия, предусматривавшего определённые временные промежутки между магистратурами, Квинт Цецилий должен был не позже 101 года до н. э. занимать должность претора. В 99 году до н. э. он был в числе аристократов, настаивавших на возвращении из изгнания Квинта Цецилия Металла Нумидийского. На соответствующее предложение наложил вето народный трибун Публий Фурий, и Метелл Непот вместе со многими своими родственниками и другими нобилями просил его пересмотреть это решение. Но трибун остался непреклонен.
В 98 году до н. э. Квинт Цецилий стал консулом совместно с «новым человеком» Титом Дидием. К тому времени оба, по словам современных российских учёных Антона Короленкова и Евгения Смыкова, имели «репутацию непоколебимых защитников status quo в государстве и борцов с демагогами». Консулы добились возвращения из изгнания Метелла Нумидийского. Кроме того, они провели через народное собрание закон (lex Caecilia Didia), согласно которому запрещалось объединять в один пакет разные законопроекты, а между выдвижением инициативы и голосованием по ней устанавливался минимальный срок в 3 нундины. Таким образом законодатели пытались ограничить возможности для политиков-демагогов.
Позже (возможно, сразу после консулата, в 97 году до н. э.) Метелл Непот был привлечён к суду молодым нобилем Гаем Скрибонием Курионом. Неизвестно, в чём заключалось обвинение и чем закончился процесс. Асконий Педиан сообщает, что, лёжа на смертном одре, Квинт Цецилий завещал своему сыну отомстить за него.

## Семья
Долгое время исследователи считали, что родными сыновьями Метелла Непота были консул 57 года до н. э., носивший то же имя, и Квинт Цецилий Метелл Целер, консул 60 года до н. э. В этом случае Непот-старший был женат на Целии, женщине, известной своей распущенностью, которая после его смерти вышла за Квинта Муция Сцеволу Понтифика и стала матерью Муции Терции (жены Гнея Помпея Великого, матери его сыновей). Но Т. Уайзмен в статье, вышедшей в 1971 году, доказал, что родных сыновей у Квинта Цецилия не было: Непот-младший — это усыновлённый им двоюродный племянник, сын Квинта Цецилия Метелла Целера-старшего, народного трибуна в 90 году до н. э.